# 월곡항 (남해군)
월곡항(月谷港)은 경상남도 남해군 설천면 덕신리, 월곡마을 인근에 있는 어항이다. 2002년 8월 6일 어촌정주어항으로 지정하여 관리하고 있다. 시설관리자는 남해군수이다.

## 어항 연혁
- 조선조 고종 32년부터 덕신에 예속되어 오다가 1914년 행정구역 통폐합으로 분동되어 월곡(月谷)으로 부르게 되었다.

## 어항 시설
- 선착장 L=112m, B=5m, 호안 L=591, B=5m

## 주요 어종
- 숭어, 도다리, 노래미, 감성돔, 패각류 등